# 戸神山
戸神山（とかみやま）は、群馬県沼田市戸神町・石墨町・下発知町にまたがる山である。「ぐんま百名山」の一つに選出されている。

## 概要
戸神山は沼田市薄根地区・池田地区に位置する標高771.6mの岩山で、円錐形の山体をなす。沼田市街地から眺望すると綺麗な三角形に見えるため、地元住民から通称「三角山（さんかくやま）」として親しまれるほか、池田地区では「石尊山（せきそんさん）」とも呼ばれる。山頂から沼田市街地周辺を一望でき、武尊山、三峰山、子持山などの山々が見える。
古くから山岳信仰の対象として親しまれた霊峰であり、山麓には虚空蔵菩薩堂や1500年（明応9年）開創の石尊山観音寺、山頂には江戸時代からの石祠や石灯籠がある。また、明治から終戦後に亘っては金の採掘が行われ、現在もその廃坑跡が残る。山中の洞窟では、紫水晶の採取が可能である。
1994年（平成5年）4月19日には、林野火災が発生し、22.82ヘクタールが焼失した。
2007年（平成19年）から2010年（平成22年）の冬季には、地元有志主催の「星の絆プロジェクト」により、南側斜面を中心にイルミネーションが灯された。

## アクセス
- 自動車

関越自動車道沼田ICから約10分。
- 公共交通機関

JR沼田駅から関越バス迦葉山行で20分（6キロメートル）岡谷上バス停で下車。
岡谷上バス停より徒歩15分（約1.2キロメートル）で虚空蔵尊。